# Kurowo (powiat sierpecki)
Kurowo – wieś w Polsce położona w województwie mazowieckim, w powiecie sierpeckim, w gminie Gozdowo.
Prywatna wieś szlachecka położona była w drugiej połowie XVI wieku w powiecie sierpeckim województwa płockiego. W latach 1954–1959 wieś należała i była siedzibą władz gromady Kurowo, po jej zniesieniu w gromadzie Gozdowo. W latach 1975–1998 miejscowość należała administracyjnie do województwa płockiego.
Przez miejscowość przepływa Wierzbica, rzeka dorzecza Wisły, dopływ Skrwy.